# 日本植物油協会
一般社団法人日本植物油協会（にほんしょくぶつゆきょうかい、英: Japan Oilseeds Processors Association、略称：日油協、JOPA）は、植物油を製造する日本の企業で構成する業界団体である。以前は農林水産省所管の社団法人であったが、公益法人制度改革に伴い一般社団法人へ移行した。初代会長は杉山金太郎。

## 概要
- 所在地 - 東京都中央区日本橋3-13-11 油脂工業会館
- 会長 - 佐藤達也（J-オイルミルズ代表取締役社長執行役員）
- 主な活動内容 - 植物油原料・植物油・油粕の流通・貿易・加工技術の改善に関する事業、植物油等の消費増進・啓発に関する事業など。「OIL」を180度回転させると「710」と読めることから、7月10日を「植物油ゆかりの日」、毎月10日を 「植物油の日」と定め、啓発活動を行っている。

## 沿革
- 1943年 - 日本油脂製造業会として発足
- 1962年 - 社団法人日本油脂協会に改組
- 1992年 - 社団法人日本植物油協会に名称変更
- 2012年 - 一般社団法人日本植物油協会に名称変更

## 会員
- 伊藤製油
- 岩井の胡麻油
- 太田油脂
- 岡村製油
- かどや製油
- 加藤製油
- 九鬼産業
- サミット製油
- J-オイルミルズ
- 昭和産業
- 攝津製油
- 竹本油脂
- 築野食品工業
- 辻製油
- 日華油脂
- 日清オイリオグループ
- 日本食品化工
- 不二製油
- ボーソー油脂
- 理研農産化工
- 日本こめ油工業協同組合